# Debby the Corsifa wa Makezugirai
Debby the Corsifa wa Makezugirai (デビィ・ザ・コルシファは負けず嫌い Debī za Korushifa wa Makezugirai?, lit. Debby la Corsifa odia perder) es una serie de manga japonés escrito e ilustrado por Masahiro Hirakata. Originalmente fue un one-shot publicado en la revista Jump Giga de Shūeisha el 30 de abril de 2020, antes de ser serializado en la revista en línea Shōnen Jump+ del 7 de diciembre de 2020 hasta el 25 de marzo de 2024. La serie se recopiló en nueve volúmenes tankōbon.

## Argumento
Cansada y aburrida de no tener rivales a su altura en el infierno, Debby la Corsifa, la demonio más poderosa que existe, viaja al mundo humano para aniquilarlo y divertirse, apareciendo en la casa de Rokuro Sugo para convertirlo en su primera víctima. Sabiendo que no tendría oportunidad en una pelea directa, Rokuro reta a Debby a juegos de ingenio, en los que él es muy bueno, y la derrota incuestionablemente. Desde ese día, Debby visita a diario a Rokuro para poder vencerlo y cumplir su meta. Un peligroso desafío que se convierte en un divertido pasatiempo para ambos.

## Personajes

### Demonios
Debby la Corsifa (デビィ・ザ・コルシファ Debī za Korushifa?)
 Seiyū: Kana Motomiya
Debby es la demonio más poderosa del infierno y una competidora por obsesión, por este motivo se aburrió de vencer al resto de los demonios, y para poder satisfacerse destruyendo humanos en la Tierra, aparece en la casa de Rokuro para enfrentarlo. Sin embargo, a pesar de su descomunal poder, siempre cae derrotada ante los juegos que le propone Rokuro, y desde entonces lo visita a diario con la esperanza de vencerlo. Con el tiempo se vuelve su pasatiempo favorito, olvidando su plan original, además de cada día sentirse más a gusto junto a Rokuro, al punto de comenzar a celarlo si se acerca o elogia a otras chicas o mostrar cierta vergüenza si la elogiada por él es ella. Su orgullo de ser la más fuerte se mezcla con la ternura e ingenuidad de una niña. Al igual que el resto de las demonios, Debby tiene ojos adicionales que sobresalen de su pelo y que reflejan lo que ella en realidad piensa o siente.
Raise yu Risky (レイズ・ユ・リスキィ Reizu yu risukī?)
Reizu es la asistente personal de Debby, totalmente devota a ella sin importar cuanto pierda con Rokuro debido a que en el pasado, ella la rescató (involuntariamente) de otros demonios. Además es la que le informa acerca de los diversos juegos y costumbres humanos para que Debby tenga una mejor estrategia para ganar. Es quien controla los portales por los que Debby y el resto de demonios se trasporten entre el mundo y el infierno. Tiene un extraño fetiche por el cosplay y la ropa linda, frecuentemente fotografiando a Debby y las chicas. Sus ojos extra se ubican sobre el mechón de pelo que cubre su ojo izquierdo. Cuenta con una altura de 1.62 m, usa un uniforme de oficina que consiste en una blusa blanca sin mangas, falda negra corta y un sombrerito.
Diablo Star Melty Pudding (ディアブロ・スター・メルティプリン Diaburo Sutā Meruti Purin?)
Diablo es la general del ejército demoníaco y la segunda más poderosa después de Debby, además de ser su amiga de la infancia y la única demonio que puede intimidarla, debido a su fuerte sentido del deber de guerrera. Pero es igual de mala que ella en los juegos, por lo que tiene reacciones similares. A pesar de su aspecto y conducta intimidante, reprime un comportamiento más dulce y femenino que desata en un juego con Debby, Rokuro y Temari. Tiene un solo ojo extra negro y azul sobre su ojo izquierdo y un parche en su ojo derecho. Cuenta con una estura de 1.79 m.
Hellmes «el Otoño» (エルメス・ジ・オータム Erumesu ji Ōtamu?)
Es la prima de Debby, la cual comenzó a frecuentar a Rokuro cuando se enteró de que su prima no podía vencer a un simple humano. Se considera más femenina que Debby al ser más experta en los temas románticos, siendo asertiva con Rokuro, lo que provoca ciertos celos en su prima, creyendo que con eso ella logre ser sincera con respecto a él. Pero al conocer el carácter bondadoso de él, se enamora legítimamente y busca conquistarlo como sea, aunque siempre pierde debido a los cumplidos que Rokuro le da. Cuenta con una estura de 1.50 m, tiene un cuerpo delgado, usa un short negro, un top que asemeja con brasier y botas.
Shadowo tto Shark (シャドー ドォ・ット ・シャーク Shadō Otto Shāku?)
Es una amiga de Debby que tiene una apariencia que contrasta completamente con su personalidad, siendo una demonio con una altura de 2.20 metros de altura con un solo gran ojo extra sobre su flequillo que oculta parcialmente sus ojos, que es extremadamente tímida, por lo general escondiéndose en la sombra de Debby. Al ver que ella se divertía con Rokuro, decidió mostrarse y ser amiga de él, con el que comparte muchos gustos otaku.
May de Squeen (メイ・ド・スクィーン Mei do sukuīn?)
Es la sirviente de la familia Corsifa, ella se encarga de estar al cuidado de Debby. Cuenta con el poder de leer la mente de cualquier demonio o humano. Cuenta con una estura de un 1.80 m, usa un uniforme de una sirviente blanco con negro en todo momento. 
Satán el Corsifa (サタン・ザ・コルシファ Satan za korushifa?)
El es rey demonio, padre de Debby y Nene. Aunque es alguien de alto rango en el infierno tiene un carácter muy pasivo y respetuoso. Es amable con Rokuro, este se le insinúa que puede llegar a ser la pareja de Debby y tiene su aprobación si llegara a pasar. Cuenta con una altura de 1.90 m, viste con un traje y una gabardina negra.
Hanako ya Mada (ハナコ・ヤ・マーダ Hanako ya māda?)
Es un demonio de muy bajo rango, viene de una familia de demonios que se dedica al trabajo en el campo. Ella tiene una obsesión con llegar a ser más fuerte y derrotar a Debby en una pelea. Conoció a Debby cuando era una niña y se volvió en su fanática obsesiva después de que ella le diera unos consejos de cómo hacerse más fuerte. Cuenta con una altura de 1.56 m y predomina el color blanco y negro en su ropa, usa una blusa blanca sin mangas, una falda negra y medias largas blancas con rayas negras.
Nene la Corsifa (ネネ・ザ・コルシファ Nene za korushifa?)
Es la hermana mayor de Debby, al ser hija del Rey demonio ella cuenta con un alto rango en el infierno como también un alto cargo ahí mismo. No ha visitado a su familia según Debby por unos 100 años, ya que su trabajo no se permitía. Tiene un carácter muy maniático cuando se trata de Debby, ella idealiza a Debby queriéndola obligar a ser la sucesora de su padre y tome el cargo del Rey demonio. No tolera que su hermana menor sea amiga amiga de un humano porque considera a los humanos como inferiores, llegando al punto de tener un ataque psicótico de no querer vivir y decir que le familia Corsifa está acabada. Tiene una altura de 1.66 m, cabello rubio oscuro, usa una camisa blanca, shorts negros y tacones.

### Humanos
Rokurō Sugo (凄 六郎 Sugo Rokurō?)
 Seiyū: Sōru Saitō
Protagonista masculino. Es un chico de preparatoria normal que de repente es abordado por Debby, la demonio más poderosa que existe. Teniendo el destino de la Tierra en sus manos y sabiendo que en un combate directo no tendría oportunidad, Rokuro se defendió con ingenio y retó a Debby a un juego de cartas, derrotándola. Desde ese día es visitado todos los días por ella y por sus amigas demonios. A pesar de ser muy diestro en videojuegos y juegos de ingenio, Rokuro es bastante tímido en temas románticos, poniendose nervioso ante actos sensuales involuntarios de Debby o las otras demonios, o los avances románticos de Hermes, aunque es generoso y suele darle cumplidos a todas ellas, avergonzándolas.
Temari Mochizuki (望月 てまり Mochidzuki Temari?)
Es compañera de curso y la mejor amiga de Rokuro, luego también se hace amiga de Debby y el resto de las demonios. Suele frecuentar la casa de Rokuro para jugar con ellos, considerando a Debby como una hermanita y colaborando con Reizu en temas humanos.
Rui Tamada (球田 塁 Tamada Rui?)
Tamada es la capitana y jugadora más valiosa del equipo de Sóftbol de la preparatoria a la que asiste Rokuro, siendo además compañera de curso de él. Admira la fuerza y la determinación de Debby y eso la motiva a mejorarse a sí misma, devolviéndole el mismo aliento cuando ella compite con Rokuro.

## Publicación
Debby the Corsifa wa Makezugirai es escrito e ilustrado por Masahiro Hirakata. Fue inicialmente un one-shot publicado en la revista Jump Giga de Shūeisha el 30 de abril de 2020. Comenzó se serializo en la revista en línea Shōnen Jump+ del 7 de diciembre de 2020 hasta el 25 de marzo de 2024. Shūeisha recopiló los capítulos individuales de la serie en volúmenes tankōbon. El primero se publicó el 30 de abril de 2021, y el último se lanzó el 2 de mayo de 2024.
En junio de 2022, se lanzó un comercial promocional de anime con escenas de los primeros tres capítulos del manga.
| Volúmenes de manga publicados | Volúmenes de manga publicados | Volúmenes de manga publicados |
| Número                        | Fecha de publicación          | ISBN                          |
| ----------------------------- | ----------------------------- | ----------------------------- |
| 1                             | 30 de abril de 2021           | ISBN 978-4-08-882659-2        |
| 2                             | 3 de septiembre de 2021       | ISBN 978-4-08-882768-1        |
| 3                             | 4 de enero de 2022            | ISBN 978-4-08-882895-4        |
| 4                             | 2 de mayo de 2022             | ISBN 978-4-08-883106-0        |
| 5                             | 4 de octubre de 2022          | ISBN 978-4-08-883278-4        |
| 6                             | 3 de marzo de 2023            | ISBN 978-4-08-883418-4        |
| 7                             | 4 de septiembre de 2023       | ISBN 978-4-08-883654-6        |
| 8                             | 2 de febrero de 2024          | ISBN 978-4-08-883874-8        |
| 9                             | 2 de mayo de 2024             | ISBN 978-4-08-884070-3        |

## Recepción
En 2022, la serie fue nominada en el Next Manga Award en la categoría de Manga Web, y ocupó el puesto 15 entre 50 nominados.
Tamagomago de Comicspace encontró la serie divertida y describió a Debby y su personalidad como «entrañables y llenos de encanto».